# Operation Dagsværk
Operation Dagsværk (OD) er den danske udgave af den nordisk udbredte bistandsorganisation som elever og studerende står bag. Det er hovedsageligt uddannelsesprojekter der støttes over det meste af verden.
Operation Dagsværks formål at skabe solidaritet mellem unge under uddannelse i Danmark og fattige/undertrykte unge i en tilsvarende situation i resten af verden. Operation Dagsværk bygger bro mellem privilegerede unge i Danmark og underprivilegerede unge i andre lande, ved gennem oplysningskampagner at skabe forståelse og solidaritet, og gennem indsamlinger at give andre unge muligheder for uddannelse[kilde mangler]

## Operation Dagsværks historie i Danmark
Operation Dagsværk var oprindeligt en svensk idé etableret i Sverige i 1961. I 1963 blev Operasjon Dagsverk tilsvarende etableret i Norge af den norske elevorganisationen Norges Gymnasiastsamband. I Sverige blev organisationen startet af de svenske gymnasieelever til ære for den svenske generalsekretær for FN, Dag Hammarskjöld. Dag Hammarskjöld var kendt for at spille en aktiv rolle i fredsbestræbelser rundt omkring i verden og talte ofte undertrykte folks og nationers sag. Da han i 1962 døde i et flystyrt over Den Demokratiske Republik Congos jungle, besluttede de svenske gymnasieelever at skabe en dag til ære for ham – en solidaritetsdag som de kaldte "En dag for Dag". I dag eksisterer Operation Dagsværk i alle de nordiske lande. I Danmark har elevorganisationen eksisteret siden 1985.

Der blev afholdt Operation Dagsværk i Danmark i 1969 og 1971. Men der var endnu ikke nogen kontinuitet i organisation. Det kom der først, da Danske Gymnasieelevers Sammenslutning (DGS) og Landssammenslutningen af Kursusstuderende (LAK) i 1984 startede Operation Dagsværk i Danmark. Men her var perspektiverne mere end blot et bredt humanitært hjælpearbejde. For det første var det en mulighed for elevbevægelsen for at prøve nogle af de uddannelsespolitiske ideer af i praksis. DGS og LAK var i den daværende diskussion om gymnasiereform helt hægtet af beslutningsprocessen, og den daværende undervisningsminister Bertel Haarder sad suverænt på udviklingen af fagenes indhold.
Operation Dagsværk er ikke er en bistandsorganisation i traditionel forstand og organisationen og er heller ikke en nødhjælpsorganisation. Operation Dagsværk arbejder altså ikke med nødhjælp, som er kortsigtet og akut hjælp. Elevorganisationen arbejder langsigtet med udviklingshjælpsprojekter, hvor OD sammen med landets gymnasie- og efterskoleelever står for at indsamle midler, lave oplysningskampagner og til dels følge op på de projekter, som OD støtter. Det er dog ikke Operation Dagsværk, der selv udfører udviklingsprojekterne i diverse projektlande. Uddannelses- og udviklingsprojekterne udføres af lokale samarbejdspartnere samt af en dansk udviklingsorganisation, som står for koordinering og implementering af projektet. Operation Dagsværk indsamler altså penge og udvikler en oplysningskampagner rettet mod danske gymnasieelever, mens samarbejdsorganisationerne udfører projekterne i diverse udviklingslande. Operation Dagsværk altså gennem mange år formået at opbygge en stor ekspertise inden for formidling af ulandsproblematikker til unge i Danmark. Tidligere samarbejdspartnere tæller blandt andet Mellemfolkeligt Samvirke, Folkekirkens Nødhjælp og SOS Børnebyerne. 

### Målsætningen
Intentionen med Operation Dagsværk har fra starten været, at gå direkte ind og være med til at tematisere undervisningens indhold på flere forskellige måder: Dels at få koblet en konkret praksis på sammenhængen mellem globale udviklingsproblematikker/konflikter med den daglige undervisning, dels at få sat den tværfaglige emneorienterede undervisning på dagsordenen gennem udarbejdelse af tværfaglige undervisningsmaterialer, bl.a. til brug i kampagnen op til indsamlingsdagen i efteråret. Denne sidste intention blev dog først blev indfriet med OD i 1990.
OD repræsenterede altså den samfundsrelevante, projektorienterede undervisning, som Bertel Haarder (V) arbejdede på at afskaffe. Intentionen var, at OD gennem undervisningen skulle bidrage til at udvikle elevernes mellemfolkelige forståelse. For Bertel Haarder var målet, at eleverne gennem deres uddannelsesforløb skulle tilegne sig en bestemt lovbestemt mængde viden og færdigheder. OD repræsenterede altså pædagogisk og uddannelsesmæssigt den direkte modsætning til Bertel Haarders uddannelsessyn.
Hvad der imidlertid også spillede ind, var nok ønsket om at udvikle andre aktionsmuligheder. Det var efterhånden svært at mobilisere eleverne til offensive krav. Med OD kunne eleverne lokalt gå i gang med aktiviteter på den enkelte skole. Desuden var der et ønske om at sammenknytte danske uddannelsessøgendes egen situation med uddannelsessøgende i andre dele af verden.
Danske Gymnasieelevers Sammenslutning (DGS) og LAK havde internt givet et ønske om at bidrage til en politisering af eleverne. At de 3 første OD-kampagner kom til at gå til uddannelse af flygtede fra apartheid i 1985, til opbygning af skoler i Nicaragua i 1986 og i 1988 til at finansiere en landbrugsskole i Congo for flygtninge fra det sydafrikansk besatte Namibia, kan næppe ses uafhængigt af venstrefløjens øvrige solidaritetsarbejde i 1980'erne. Netop kampen mod apartheid og støtten til Nicaragua og befrielsesbevægelserne i Mellemamerika var nøglepunkterne i 80'erne, lige som modstanden mod Vietnamkrigen havde været det i 60'erne og 70'erne.
OD var altså, lige så lidt som Danske Gymnasieelevers Sammenslutning og LAK, upolitiske. Projektet stod i stærk kontrast til Bertel Haarder og den siddende regerings angreb på uddannelsesområdet. De næste års voldsomme kampe om OD, skal altså ses i lyset af ovenstående.

### 1985-86 Kampen om det nystartede Operation Dagsværk
Den første indsamlingskampagne i 1985 var en fælles nordisk kampagne til fordel for skolebyggerier for sydafrikanske flygtninge i Tanzania. Indsamlingen blev angrebet af Konservative Gymnasiaster, der på forsiden af deres blad erklærede, at der var tale om støtte til terrorister fordi Dagsværk indsamlede til skolebyggerier i samarbejde med den sydafrikanske befrielsesbevægelse ANC, som de unge konservative bekæmpede indædt. Bertel Haarder var også modvillig overfor dagsværk, men da de øvrige undervisningsministre i norden støttede indsamlingen var han nødt til også at bakke op. Indsamlingsdagen blev en succes, hvor der blev samlet over 5 mio. kr. ind.
Anderledes gik det i 1986. Denne gang støttede OD skolebyggerier i Nicaragua med Folkekirkens Nødhjælp som samarbejdspartner. At støtte det venstreorienterede Nicaragua var et potentielt kontroversielt indsamlingsmål, hvorimod en støtte mod Apartheid året før havde været bredere politisk funderet.
De borgerlige ungdomsorganisationer anså DGS for styret af den yderste venstrefløj og mente at Operation Dagsværk med dette projektvalg direkte eller indirekte støttede et kommunistisk diktatur i Nicaragua. Fra foråret 1986 til indsamlingsdagen i efteråret var der en heftig debat i landets aviser både for og imod OD. Konservative Gymnasiaster sendte i august 1986 deres daværende formand og senere danske kultur- og justitsminister Brian Mikkelsen og deres næstformand Morten Carmel på et studieophold i Nicaragua. På deres ophold besøgte KG'erne skoler og politiske ledere både fra styret og oppositionen. De besøgte desuden Violetta Charmorra, der dengang var redaktør på oppositionsavisen "La Prensa". Hun blev siden den første demokratisk valgte præsident i landet. "La Prensa" avisen var kendt for at offentliggøre blanke sider, hver gang styret havde censureret nogle artikler. Den danske presse og Danmarks radio's TV modtog KG'erne i Københavns lufthavn da de vendte hjem. Her fremlagde KG'erne skolebøger fra Nicaragua, som vidnesbyrd på det, de mente var styrets forsøg på at indoktrinere eleverne. Blandt andet indeholdt bøgerne matematiske regnestykker med tegninger, hvor man adderede "2 håndgranater + 3 håndgranater" eller "2 geværer + 2 geværer". 
Højrefløjen og de borgerlige aviser med Jyllands Posten i spidsen kom med heftig kritik af, at man valgte at støtte Nicaragua. De mente, at man risikerede at pengene blev brugt til våben i kampen mod "Contra'erne". DGS og LAK blev også direkte kritiseret for at prøve på at indoktrinere den danske ungdom. At eleverne mistede en lovbestemt undervisningsdag blev også mødt med heftig kritik fra bl.a. Bertel Haarder.
Kritikken fremprovokerede en række modangreb fra OD-positive aviser, politikere og rektorer, men mest interessant var indlæggene fra OD sekretariatet. I spørgsmålet om hvorvidt OD var spild af en undervisningsdag, understregede man, at OD ikke drejede sig om at ofre en undervisningsdag, men om at inddrage den mellemfolkelige forståelse for unges forhold i den 3. verden. Sekretariatet fremhævede at projektudførelsen skete i samarbejde med Folkekirkens Nødhjælp, som stod som garant for, at pengene nåede frem. Samtidig måtte man flere gange understrege, hvad projektet faktisk var: støtte til uddannelse, men ikke støtte til det nicaraguanske militær. Samtidig slog man fast, at dagsværk var hævet over partipolitik.
Debatten endte med, at eleverne stemte med fødderne. 45.000, altså over halvdelen af eleverne, valgte at gå ud og arbejde til fordel for indsamlingen. Formanden fra DGS udtrykte det således: "Det skulle nu stå som bøjet i neon for både undervisningsministeren og de unge konservative, at dagsværk ideen er kommet for at blive (…)".
I lyset af at man fik 45.000 elever til at samle ind til et land, som USA nærmest havde udpeget til sin fjende nr. 1 efter Sovjetunionen, kan det ikke bortforklares, at OD 86 også var en politisk manifestation.
Højrefløjens kritik af OD kulminerede i 1988, hvor en række politiske ungdomsorganisationer med Konservativ Ungdom og Venstres Ungdom i spidsen – og støttet af Gymnasieelevernes Landsorganisation (GLO) – valgte at støtte et skoleprojekt i Afghanistan i protest mod OD, som det år samlede ind til skoler i Congo for SWAPO-flygtninge fra det sydafrikansk kontrollerede Namibia. I 2009 blev det afsløret af PET-kommissionen, at den tidligere formand for Konservative Gymnasiaster og Konservativ Ungdom Brian Mikkelsen i 1988 havde modtaget 114.000 kroner fra apartheidregimet i Sydafrika, for at modarbejde Operation Dagsværks indsamling til skolebyggerier for flygtningene fra det sydafrikansk besatte Namibia.
Afghanistanprojektet blev støttet af Bertel Haarder mens nobiliteter som kunstneren Jacob Haugaard og tidligere statsminister og FN-flygtningehøjkommisær Poul Hartling sad i kommitteen. De indsamlede over 600.000 kr. som daværende Venstres Ungdom-formand – og fhv statsminister – Lars Løkke Rasmussen var med til at overrække. Mujahedinbevægelsen kontrollerede de dele af landet hvor projektet lå, og var således den indirekte modtager, men projektet var et lokalt projekt – senere støttet af iman Abdul Wahid Pedersen. 
Projektet samarbejde med Mujahedin bevægelsen, der i dag har regeringsmagten i Afghanistan. Den del af Mujaheddin projektet havde kontakt til – National Afghan Liberation Front. Datidens Mujahedin bevægelse har intet med Taliban at gøre. National Afghan Liberation Front var i kraftig modstand til Taliban og med i oprøret mod Taliban sammen med Nord-Alliancen. Lederen af National Afghan Liberation Front deltog også i dannelsen af den Loyale Jiga og deres leder Sigbatullah Mojadeddi var Afghanistan første frie præsident. Mojadeddi har boet i Danmark og hans ene søn er uddannet læge i Danmark og arbejder her fortsat.

### 1988-92 Videreudviklingen af Operation Dagsværk
De næste års projekter blev – set fra et dansk synspunkt – lagt i politisk mindre sprængfarlige områder, og OD konsoliderede sig yderligere.
Med kampagnen i 1990 fik man for alvor realiseret ideen om den tværfaglige undervisning. Der blev bl.a. udgivet særskilt undervisningsmateriale til diverse fag. Tværfagligt undervisningsmateriale har OD lige siden prioriteret højt. Men kampagnen havde disse år også flere nyskabelser, såsom en landsdækkende fodboldturnering, en konkurrence mellem rockbands og en storstilet koroptræden i Musikhuset Aarhus, hvor 700 elever deltog. Den store aktivitet og det, at man for første gang siden 1985-86, kørte kampagner to år i træk, medførte, at OD fra 1990 til 1991 havde et underskud på 1,1 mio. Derfor blev der taget et internt lån af egne midler på dette beløb.
Eritrea projektet i 1990 adskilte fra de tre første ved ikke at have politiske undertoner. Men ellers havde det de samme grundbestanddele som i de tre første projekter. De fire første projekter støttede alle undervisning i et snævert perspektiv. Det vil sige støtte til bygning eller renovering af skoler, indkøb af undervisningsmaterialer mm. Den lokale forankring var ikke i fokus, og projekterne i 1986 og 1988 havde ikke nogen lokale samarbejdspartnere. Dette ændredes med Brasilien-projektet i 1991. Det støttede også uddannelse, men projektet var anlagt sådan, at det var op til den lokale samarbejdspartner at definere hvad der var brug for.

### Operation Dagsværks selvstændighed og nye struktur
Indtil maj 1992 fungerede OD direkte under DGS og LAK. Dvs. OD kun havde eget sekretariat, men ikke havde egne stormøder. Denne struktur blev lavet om med et nyt sæt vedtægter, der blev vedtaget i maj 1992, således at OD fik sin egen bestyrelse og sit eget stormøde. Derudover havde det også den konsekvens, at OD-gruppen på den enkelte skole ikke længere nødvendigvis var underlagt elevrådet. Overvejelserne bag ved oprettelsen af foreningen OD var, at man ønskede et mere demokratisk OD og et instrument til at styre igangværende projekter og at til følge op på afsluttede projekter.
For at lette overgangen til den nye struktur valgte man fem repræsentanter fra LAK og fem repræsentanter fra DGS til et overgangsforretningsudvalg, der skulle sidde frem til det første ordinære stormøde i januar 1993. Samtidig blev der udpeget en formand og en kasserer for organisationen. 
I pressen opstod en historie om, at to lån fra 1990 og 1991, var ulovlige. Politiet blev koblet på sagen, men endte med at erklære lånet fuldt lovlig. Halvdelen var betalt tilbage, med midler fra renter af den indestående formue, mens politiundersøgelsen stod på. OD's renter stammer fra projektformuen. For at undgå misbrug i modtagerlandet udbetaler OD de indsamlede midler i rater. Når disse udbetalinger ikke sker, står pengene bundet på en bankkonto, hvilket udløser et renteafkast.
Samtidig med at dette skete, kontaktede "Afrika – med dit bidrag" OD. Man ville have OD til at lave en ekstraordinær kampagne, med alle udgifter betalt. OD slog til, da OD ellers ikke ville have haft råd til kampagner i hverken 1992 og 1993.
Indtil 1992 havde undervisningsminister Bertel Haarder bedt landets rektorer på gymnasie- og HF-skoler om at registrere deltagere i OD som fravær. Men i 1992 fik OD undervisningsministeriet velsignelse, og rektorerne fik endda et brev fra undervisningsministeren med opfordring til at støtte projektet.
Indsamlingen i 1992 blev en stor succes med det største indsamlingsbeløb nogensinde: 8,3 mio. kr. Men oplysningskampagnen havde langt fra været fyldestgørende og 40% af indsamlingspengene var ikke gået til uddannelse, men til nødhjælp. Disse faktorer fik bestyrelsen til i årsberetningen 1992-93 at pointere, at kampagneformen ikke tilgodeså OD's formål: "nemlig at gøre danske elever bevidste om I-lands/U-landsproblematikken, og som et led deri, at samle penge ind". Det blev dermed OD's sidste projekt af denne art.

### 1993–94 og 10%-modellen
1993 var kampagnefrit år. Det blev brugt til at få organiseret det nye, selvstændige OD og forberede sig til kampagnen i 1994.
Indtil foråret 1994 havde OD benyttet sig af renterne af formuen til at finansiere de administrative udgifter. Men pga. ændrede retningslinjer fra justitsministeriet, der ulovliggjorde denne procedure, ændrede OD måden at finansiere de administrative udgifter på. OD valgte i stedet at bruge op til 10% af de indsamlede midler til at finansiere driftsudgifterne og lade renterne gå ubeskåret til projektet. Ud over det alvorlige problem, at man ikke længere kunne fortælle eleverne, at de indsamlede midler gik ubeskåret til projektet, ændrede det også det økonomiske perspektiv i at afholde en kampagne. Før 1994 holdt man tit kampagnefrie år for at lade økonomisk op til kampagnen året efter. Nu blev det vendt på hovedet, for nu blev en kampagne en direkte indtægtskilde, som den tidligere kun havde været på lang sigt. Denne tendens ses tydeligt, når man ser på, at der i perioden 1985-94 var 3 kampagne frie år, mens der siden 1994 har været kampagner hvert år.
Kampagnerne i årene 1994 og 95 blev succeser, men i foreningen var der dog stadig strukturelle problemer i og mellem bestyrelsen og sekretariatet. Mangel på kontinuitet blandt de lønnede ansatte på sekretariatet, de mange frivilliges løse tilknytning, og manglen på faste arbejdsgange, voldte store problemer.

### 1995-97 Indsamlingsdagens ændrede status og støtten fra undervisningsministeriet
I 1995 blev OD af undervisningsminister Ole Vig Jensen (R) opfordret til at lægge indsamlingen udenfor skoletiden. Den opfordring valgte man ikke at følge, da man fortsat anså det for vigtigt at tematisere undervisningens indhold ved at knytte direkte sammenhæng mellem globale udviklingsproblematikker og den daglige undervisning, koblet sammen med en konkret praksis. Den beslutning førte til, at undervisningsministeren besluttede at Operation Dagsværks indsamlingsdag ikke længere kunne anerkendes som en undervisningsdag. Det betød, at eleverne fra indsamlingen i 1996 skulle blive ført som fraværende.
Ministerens indgriben førte til, at indsamlingsresultat i 1996 blev det mindste nogen sinde. Samtidig var der debat i medierne, både for og imod. Vagn Bertelsen, generalsekretær for U-landsorganisationen IBIS ærgrede sig over, at ministeren underminerede støtten til "de sidste ti års mest originale oplysningsinitiativ". Andre påpegede, at elevernes solidaritet tilsyneladende ikke rakte til deres egne fridage. Det endte dog med, at ministeren i 1997 tog kritikken til sig og begyndte at forhandle med OD om indsamlingsdagens status. Forhandlingerne endte med, at indsamlingsdagen blev omdannet til en fridag, hvor eleverne enten kunne deltage i indsamlingen, eller tage sig en fridag. Men som en slags kompensation og anerkendelse af OD's arbejde fik OD tildelt en halv million om året til at sikre undervisningsmaterialets kvalitet.
Projekterne i midten af 90'erne satte i høj grad fokus på støtten til de oprindelige folk. Ecuador-projektet (1994) var netop fokuseret på dette, og var altså helt med på de nyeste tendenser i dansk udviklingsbistand. Senere projekter som Ladakh (Indien) i 1996, Guatemala (1997), Palæstina (1998) og Chiapas (Mexico) (2001) videreførte fokuseringen på partnerskab og de oprindelige folk.

### 1998-99 Ny struktur på sekretariatet
Den skrantende tilslutning kulminerede i 1998, hvor indsamlingen skulle gå til skoler i Palæstina. En heftig debat brød ud i medierne. OD blev beskyldt for entydigt at kritisere Israel og være unuanceret. Bland andet gik Israels ambassade i Danmark ind i debatten.
Kampagnen blev både en kæmpe succes og en kæmpe fiasko. Kun 16.000 elever deltog og indsamlingsresultatet blev det laveste nogensinde: 4 millioner. Men til gengæld fik man sat Israel-Palæstinakonflikten på dagsordenen. Selvom undervisningsmaterialet blev kritiseret, blev det også rost og solgt i stor stil. Selv i dag er der efterspørgsel efter Palæstina undervisningsmaterialet. Ifølge Folkekirkens Nødhjælp, som udførte selve Palæstinaprojektet, ændrede OD kampagnen omtalen af Palæstina. Før kampagnen blev Palæstina for det meste omtalt som de "besatte områder" eller "Gaza og Vestbredden". Men med betegnelsen Palæstina anerkender man området som et, godt nok besat, men uafhængigt land.
Da der var fortsatte problemer med kontinuitet og erfaringsopsamling i organisationen, ændrede bestyrelsen i løbet af 1998 og 99 stillingsstrukturen på sekretariatet. Der blev bl.a. oprettet en fuldtidsstilling som organisationssekretær. Organisationssekretæren skulle være bindeledet mellem bestyrelsen og sekretariatet. Den nye struktur var mere hierarkisk, men sikrede en mere professionel administration, selvom der stadig var behov for mange frivillige. Med få ændringer eksisterer denne struktur fortsat. Hele grundlaget for ændringen af stillingsstrukturen var, at foreningens økonomi havde fået det en del bedre, efter at man var begyndt at få støtte fra undervisningsministeriet.

### 2000 - Operation Dagsværk i det nye årtusinde
I 2000 gjorde overgangen til årsnorm og den nye bekendtgørelse for gymnasiet det muligt for skolerne selv at bestemme, hvilken status indsamlingsdagen skulle have. Dette gjorde, at en del skoler over de følgende år gik over til at give indsamlingen status af undervisning.
For at stabilisere foreningens økonomi begyndte man i 2001 at søge støtte fra Dansk Ungdoms Fællesråd (DUF). For at opnå støtte, begyndte man at lade OD-grupperne på de enkelte gymnasier melde sig ind i organisationen Operation Dagsværk. I starten var kontingentet kun symbolsk, men i 2004 indførte DUF strengere krav og OD satte kontingentet op til 400 kr. pr. OD-gruppe. Samtidig blev der indført nogle økonomiske medlemsfordele. Men ikke-medlemmer bevarede de samme demokratiske rettigheder som medlemmer.
I foråret 2003 kom OD atter i modvind. Bestyrelsen havde, som reaktion på det israelske militærs bombardementer af OD-støttede skoler fra 1998, meldt OD ind i den israelkritiske forening Boykot Israel. Det medførte, at undervisningsminister Ulla Tørnæs (V) og regeringen, støttet af Dansk Folkeparti, overvejede at afskaffe støtten til OD. Dette skete dog ikke, men i 2004 indførte ministeriet en række minimumskrav til projektforslagsstillerne, som skulle opfyldes, før OD kunne modtage støtte det enkelte år. Derudover genindførte hun kravet om at eleverne enten skulle have fri eller noteres fraværende på indsamlingsdagen. Stormødet i november 2004 vedtog at afslutte medlemskabet af Boykot Israel.

## Kritik af Operation Dagsværk
I efteråret 2006, under Operation Dagsværks Sydafrika-kampagne, lancerede Konservativ Ungdom modkampagnen DropOD . Konservativ Ungdom ønskede med kampagnen at fremstille Operation Dagsværk som en organisation, der løj om følgende fire udsagn:
- At Operation Dagsværks indsamlede midler ubeskåret går til nødhjælp.
- At Operation Dagsværks samarbejder bredt.
- At Operation Dagsværks er upolitiske.
- At Operation Dagsværks støtter fred.

Med baggrund i oplysninger hentet primært fra OD's egen hjemmeside, henviste Konservativ Ungdoms modkampagne i 2006 bl.a. til:
- At OD i 2001 samarbejdede med Internationalt Forum, en selvproklameret antiimperialistisk solidaritetsorganisation, om et skoleprojekt i den zapatistisk-styrede delstat Chiapas i Mexico.
- At Palæstina-kampagnen i 1998 havde ansat Pernille Rosenkrantz-Theil, der senere blev medlem af Folketinget for Enhedslisten og sidenhen folketingsmedlem for  Socialdemokratiet, som kampagneleder.
- At dagsværkgrupper, der er medlem af foreningen, kan komme gratis på både en aktivitetsweekend samt det årlige stormøde.

Konservativ Ungdom og Operation Dagsværk har i årene efter løbende offentligt udvekslet meninger om Operation Dagsværks arbejde via diverse debatspalter.
Konservativ Ungdom og kampagnen DropOD kalder gentagende gange ODs arbejde for nødhjælp, hvilket er stik imod Dagsværks egne udtalelser om at det er en fredskabende og uddannelsesfremmende organisation. Operation Dagsværk har nemlig gentagende gange erklæret, at organisationen ikke er nødhjælpsorganisation, men en elevdrevet oplysnings- og solidaritetsorganisation , der arbejder med udviklingshjælp og ikke nødhjælp. 
DropOD-siden opfordrer i øvrigt gymnasieelever til i stedet at støtte andre, i deres øjne mere troværdige organisationer, såsom: Røde Kors, Kræftens Bekæmpelse, Folkekirkens Nødhjælp, Red Barnet, Læger Uden Grænser. Men Operation Dagsværk har arbejdet sammen med 3 ud af disse 5 organisationer, og de to andre ligger uden for Operation Dagsværks målsætning, da det ikke omhandler uddannelse.
I foråret 2007 lavede Operation Dagsværks bestyrelse en symbolsk happening, med en påstået besættelse, til støtte for kulturel mangfoldighed. Det resulterede i noget medieopmærksomhed. Venstres Ungdom og Konservativ Ungdom gik også ind i debatten og krævede bl.a. at al offentlig støtte skulle fratages Operation Dagsværk. Med udgangspunkt i at der ikke var tale om en reel besættelse, og at der dermed ikke var foregået noget ulovligt, blev støtten ikke fjernet. 

## Tidligere projekter
| Årstal | Område                           | Samarbejdspartner                                                           | Beløb [mio kr.] |
| ------ | -------------------------------- | --------------------------------------------------------------------------- | --------------- |
| 1985   | Tanzania                         | ANC, Folkekirkens Nødhjælp                                                  | 5,5             |
| 1986   | Nicaragua                        | Folkekirkens Nødhjælp                                                       | 5,3             |
| 1988   | Namibia                          | WUS                                                                         | 5,1             |
| 1990   | Eritrea                          | Folkekirkens Nødhjælp og lokal org. ERRA                                    | 5,5             |
| 1991   | Brasilien                        | Folkekirkens Nødhjælp samt lokale Org.                                      | 6,0             |
| 1992   | Somalia                          | Folkekirkens Nødhjælp, Røde Kors og Red Barnet                              | 8,3             |
| 1994   | Ecuador                          | Oxfam IBIS og lokal org. CONAIE                                             | 7,3             |
| 1995   | Mozambique                       | Mellemfolkeligt Samvirke og den lokale befolkning                           | 7,4             |
| 1996   | Ladakh                           | Folkekirkens Nødhjælp og lokal org. SECMOL                                  | 4,8             |
| 1997   | Guatemala                        | Oxfam IBIS og Fundación Kaqchikel                                           | 5,0             |
| 1998   | Palæstina                        | Folkekirkens Nødhjælp, YMCA mfl.                                            | 4,0             |
| 1999   | Sydsudan                         | Mellemfolkeligt Samvirke, NSEA og EPSRDP                                    | 5,25            |
| 2000   | Makedonien                       | Folkekirkens Nødhjælp og lokal org. MCIC                                    | 4,5             |
| 2001   | Chiapas, Mexico                  | International Børnesolidaritet og Internationalt Forum                      | 5,7             |
| 2002   | Nepal                            | Mellemfolkeligt Samvirke og lokal org. BASE                                 | 7,1             |
| 2003   | Cambodja                         | Folkekirkens Nødhjælp samt lokale org.                                      | 7,5             |
| 2004   | Nicaragua, Honduras og Guatemala | Mellemamerika Komiteen samt lokale fagforbund                               | 7,3             |
| 2005   | Kirgisistan                      | Folkekirkens Nødhjælp samt lokal org. Center for the Protection of Children | 8,3             |
| 2006   | Sydafrika                        | Sydafrika Kontakt samt Prosperity Youth Centre (PYC)                        | 8,4             |
| 2007   | Bolivia                          | Oxfam IBIS samt TEKO Guaraní og AGP                                         | 6,3             |
| 2008   | Niger                            | CARE Danmark                                                                | 6,4             |
| 2009   | Zimbabwe                         | Mellemfolkeligt Samvirke samt YAZ og BUIYSAP                                | 6,05            |
| 2010   | Myanmar                          | Folkekirkens Nødhjælp                                                       | 6,5             |
| 2011   | Peru                             | IBIS                                                                        | 6,2             |
| 2012   | Irak                             | Cross Cultures                                                              | 4,4             |
| 2013   | Sierra Leone                     | IBIS                                                                        | 4,4             |
| 2014   | Kenya                            | Sex og Samfund                                                              | 4,15            |
| 2015   | Somaliland                       | SOS Børnebyerne                                                             | 4,2             |
| 2016   | Guatemala                        | IBIS                                                                        | 4,2             |
| 2017   | Dhaka                            | Plan Danmark                                                                | 3,7             |
| 2018   | Grønland                         | Ungdommens Røde Kors                                                        | 3,6             |
| 2019   | Uganda                           | SUMH                                                                        | 3,7             |
| 2020   | Peru                             | Amnesty International                                                       | 0,65            |
| 2021   | Etiopien                         | Sex og Samfund                                                              | 2,1             |
| 2022   | Thailand og Malaysia             | IWGIA (en)                                                                  | 1,5             |
| 2023   | Libanon                          | Ungdommens Røde Kors, Røde Kors og Libanesisk Røde Kors                     | 1,6             |
| 2024   | Zimbabwe                         | Dreamtown                                                                   |                 |